# Patrik Ogilwie
Patrik Ogilwie, född 1606, död våren 1674 (begravd 13 december 1674 i Åbo domkyrka), var en svensk militär och ämbetsman.
Patrik Ogilwie var son till William Ogilwie från Skottland, som gick i svensk tjänst. Han trädde 1624 som menig i svensk tjänst, avancerade till kaptenlöjtnant och kapten vid Jacob Scotts regemente, Viborgs län, samt utnämndes 1632 till major och 1642 till överstelöjtnant vid Åbo läns infanteriregemente. Han naturaliserades och introducerades på Riddarhuset 1642. År 1655 blev han överste för regementet och 1657 överste för Viborgs läns östra infanteriregemente. Ogilwie utnämndes 1660 till landshövding i Kexholms län och kvarstod i denna befattning till sin död. Han var vid 1655 års riksdag medlem av utskottet för adelns besvär. Genom giften, köp och donationer erhöll han stora egendomar i Finland och Ingermanland.